# Trioceros hanangensis
Trioceros hanangensis là một loài thằn lằn trong họ Chamaeleonidae. Loài này được Krause & Böhme mô tả khoa học đầu tiên năm 2010.